# Pavillon des Gendarmes
Le pavillon des Gendarmes (ou ancien hôtel des Gendarmes ou porte des Gendarmes) est un bâtiment classé Monument historique (façade et portail) situé au numéro 6 de l'avenue de Paris à Versailles.

## Histoire
Il est construit sur les anciennes dépendances de l'hôtel de la princesse de Conti (aujourd'hui hôtel de ville de Versailles) à la demande de Louis XV en 1732. Le premier architecte du Roi, Jacques V Gabriel, est chargé de l'ouvrage. Au départ, l'édifice s'étend jusqu'à l'Impasse des Gendarmes et sert à loger la garde du Roi.
Une partie est détruite au début du XXe siècle pour construire le bâtiment des Postes.
La façade du bâtiment est restaurée entre 1941 et 1943 et retrouve son décor de fausse brique. Classé monument historique en 1911, le portail a fait l'objet de recherches archéologiques et a été réhabilité en 2009, il est couronné d'un œil-de-bœuf et sculpté de trophées militaires.
En 2013, le bâtiment a retrouvé ses pièces d'origine et leurs dispositions initiales.
Une antenne de France 3 Paris Île-de-France et le siège de la communauté d'agglomération Versailles Grand Parc y sont installées.